# Überziehwarnanlage

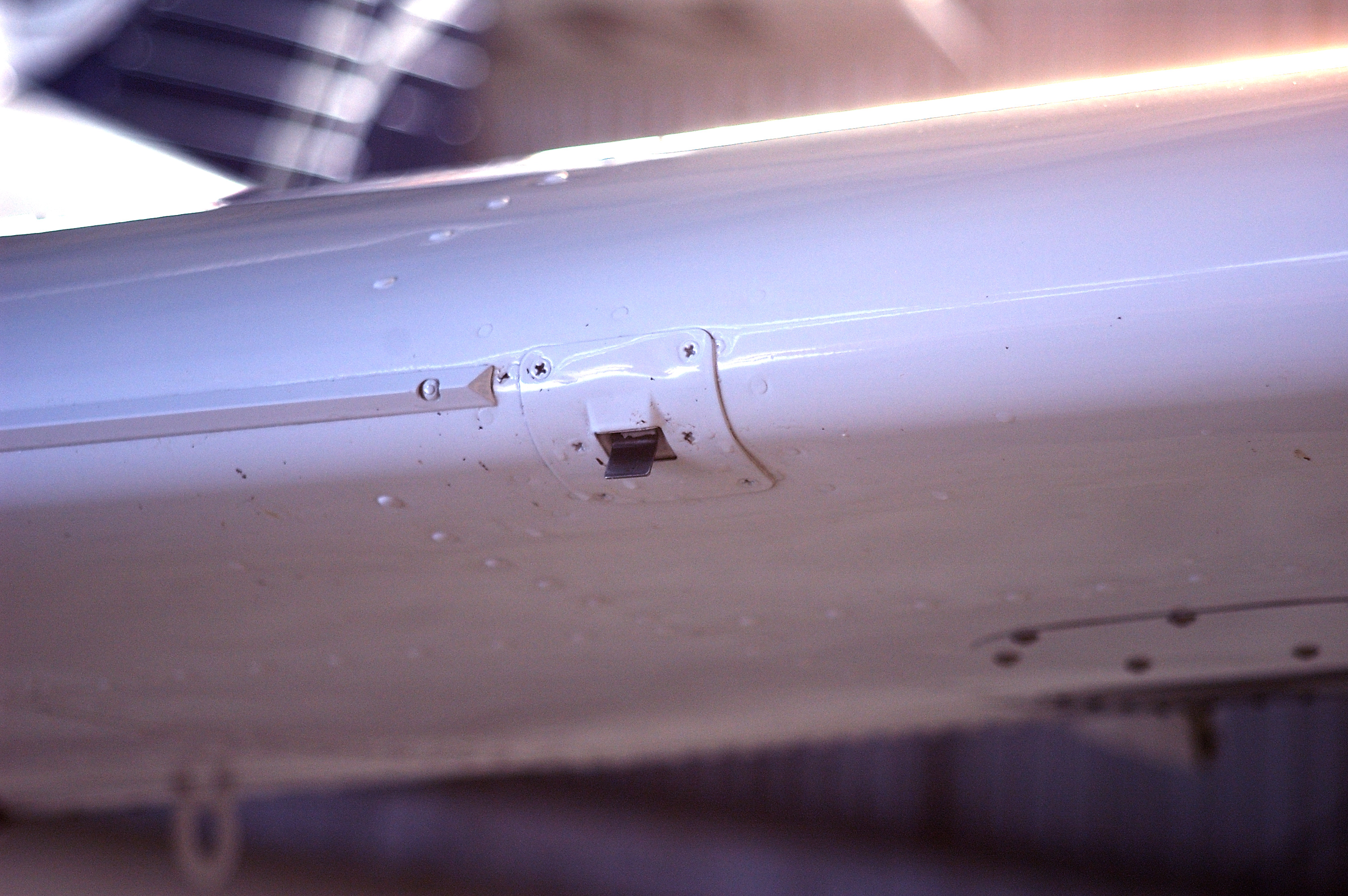
Metallzunge an der Flügelvorderkante einer Piper PA-28

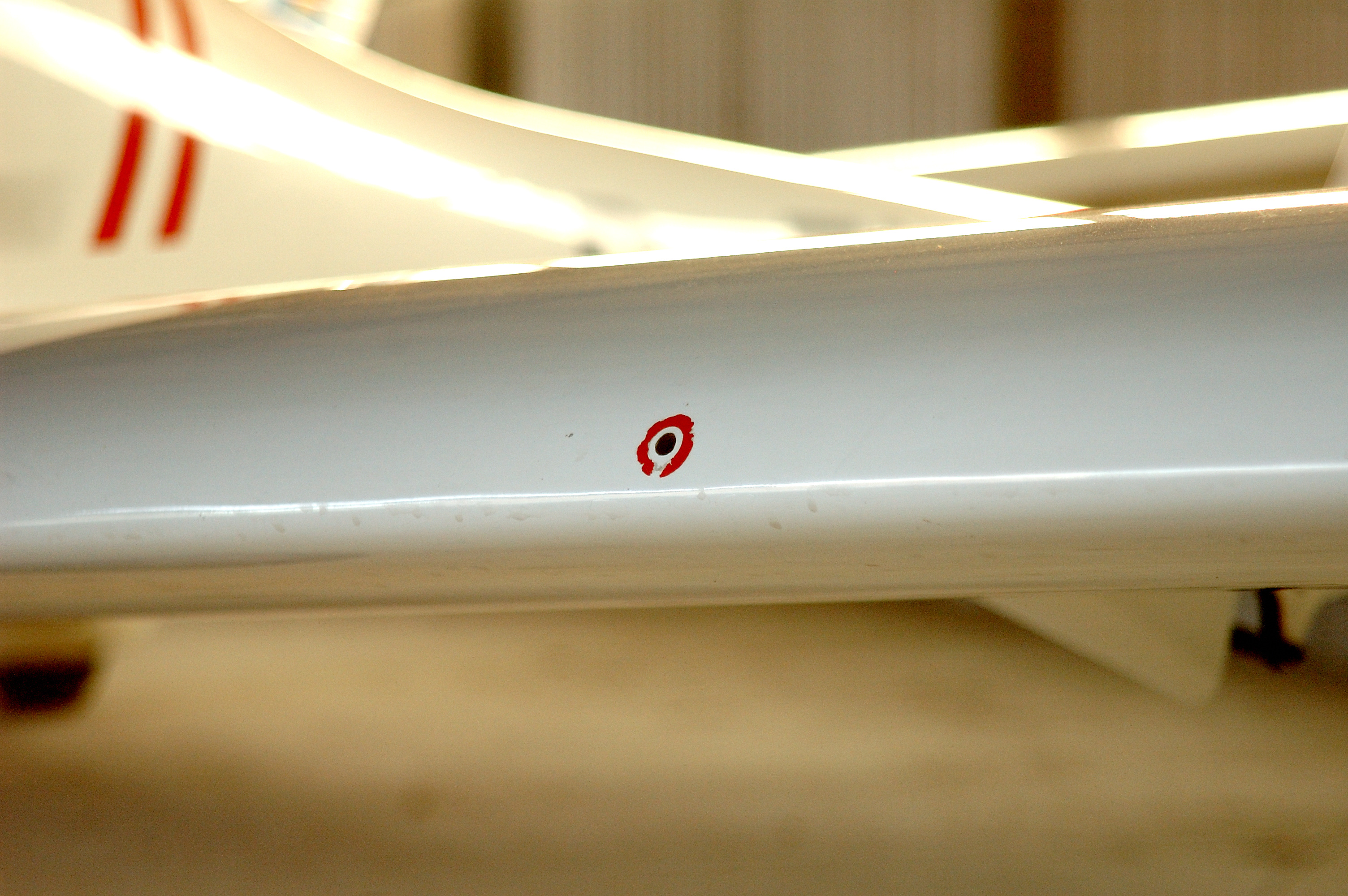
Unterdruckloch an der Flügelvorderkante einer Diamond DV-20 Katana

Die Überziehwarnanlage ist ein Sicherheitssystem in Flugzeugen. Sie warnt den Piloten vor einem drohenden Strömungsabriss durch Überziehen während des Fluges.

## Funktionsweise

Schematische Darstellung einer Überziehwarnanlage mittels einer Metallzunge

Ein Strömungsabriss entsteht, wenn der Anstellwinkel der Tragfläche über das kritische Maß steigt. Bei vielen Flugzeugen der Allgemeinen Luftfahrt liegt dieser Winkel zwischen 16 und 18 Grad. Eine Überziehwarnanlage detektiert diesen Zustand und löst eine optische, akustische oder haptische Warnung aus. Die Vorgaben der Hersteller verlangen, dass die Warnanlage bei 1,1facher Überziehgeschwindigkeit reagiert. Die Funktionsfähigkeit der Anlage wird bei der Jahresnachprüfung geprüft. Bei den meisten Flugzeugen gehört die Prüfung der Funktionsfähigkeit außerdem zur Vorflugcheckliste.
Kleinere Maschinen verwenden unter anderem ein Resonanzrohr oder Horn im Cockpit, das direkt mit einem Bohrloch in der Tragfläche verbunden ist. Das Bohrloch befindet sich an der Flügelvorderkante und ist im Horizontalflug nach vorne ausgerichtet. Vergrößert sich nun der Anstellwinkel, ändert sich die Ausrichtung des Lochs zum Luftstrom. Am kritischen Punkt streicht der Luftstrom über das Loch. Es entsteht ein Unterdruck, Luft strömt aus dem Loch und die Hupe löst aus. Diese Auslegung arbeitet rein pneumatisch und bedarf keiner Stromversorgung. Sie wird zum Beispiel bei der Diamond DV-20 Katana verwendet.
Eine weitere Möglichkeit ist eine im Nasenbereich des Tragflügels angebrachte, klappbar gelagerte Metallzunge. Im normalen Flugzustand wird die Metallzunge durch die Anströmung an ihren unteren Anschlag gedrückt. Steigt der Anstellwinkel über den kritischen Punkt, wird die Metallzunge von unten angeströmt, schnappt um und wird nach oben gedrückt. Über einen elektrischen Kontakt wird daraufhin die Warnung für den überzogenen Flugzustand im Cockpit ausgelöst. Diese Variante findet beispielsweise bei der Piper PA-28 Verwendung.
Die Ausgabe der Warnung an den Piloten erfolgt akustisch über eine  Warnhupe (engl. „stall horn“), durch eine automatisierte  Ansagestimme, zusätzlich oft durch Warnlampen, Darstellung der Warnung in den Primary Flight Displays bei größeren Flugzeugen sowie haptisch als deutlich wahrnehmbare Vibration in der konventionellen Steuersäule („stick shaker“) oder als synthetisch erzeugte Gegenkraft in Sidesticks.
Oft erzeugt das Auslösen der Überziehwarnung je nach Flugzeugmuster und dem Grad der Digitalisierung der Flugsteuerung automatische Aktionen von Assistenzsystemen, wie typenabhängig das vollständige oder teilweise Abschalten des Autopiloten und Durchführung automatischer Steuereingaben, die dem Piloten bei der Vermeidung oder Bereinigung der Gefahrensituation helfen sollen („stick pusher“).

## Belege
- Überziehwarnung. Artikel im aero kurier, 16. November 2014, abgerufen am 3. Januar 2023.